# فلور (مغنية)
فلور (بالإسبانية: Flor)‏ هي مغنية أرجنتينية، ولدت في 13 أبريل 1984.